# Вестон (Орегон)
Вестон (енгл. Weston) град је у америчкој савезној држави Орегон.

## Демографија
По попису из 2010. године број становника је 667, што је 50 (-7,0%) становника мање него 2000. године.
| Група             | 2000.       | 2010.       |
| Белци             | 569 (79,4%) | 549 (82,3%) |
| Афроамериканци    | 0 (0,0%)    | 2 (0,3%)    |
| Азијати           | 0 (0,0%)    | 21 (3,1%)   |
| Хиспаноамериканци | 113 (15,8%) | 57 (8,5%)   |
| Укупно            | 717         | 667         |